# تسیرتهایم
تسیرتهایم (به آلمانی: Ziertheim) یک شهر در آلمان است که در بایرن واقع شده‌است.

## خصوصیات
تسیرتهایم ۲۰٫۸۳ کیلومترمربع مساحت دارد ۴۶۰ متر بالاتر از سطح دریا واقع شده‌است.